# 安德烈島

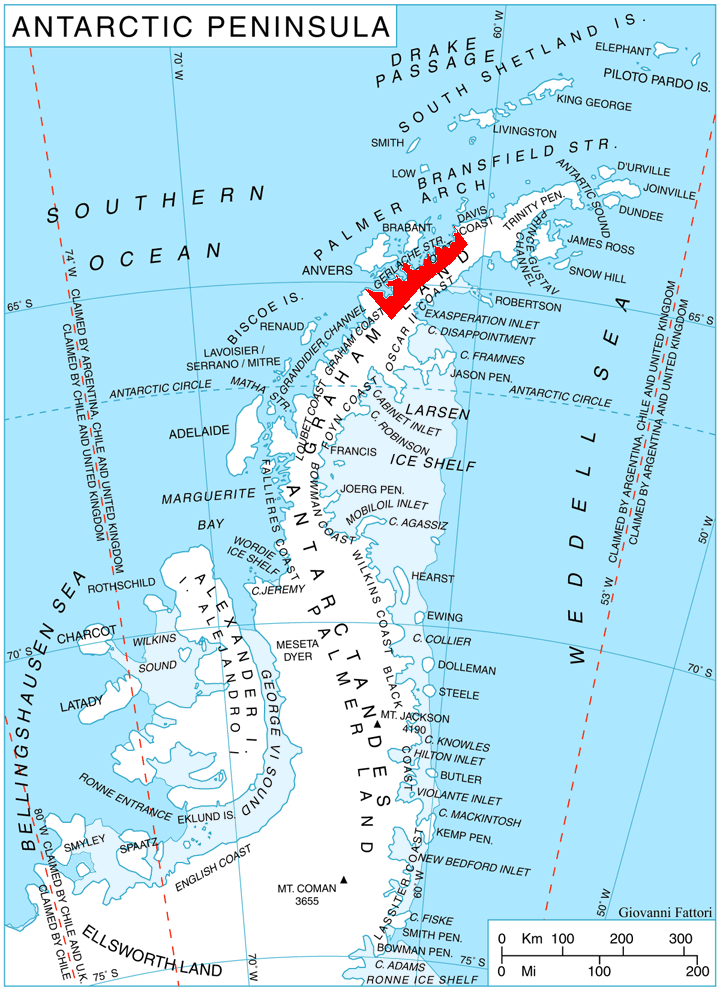

安德烈島（英語：Andrée Island），是南極洲的島嶼，位於葛拉漢地西岸的丹科海岸，處於歐律狄斯半島北面夏洛特灣的里塞斯灣，由英國研究隊繪入地圖，現時由南極條約體系管理。